# 41К-008
Автодорога 41К-008 (Петергоф — Кейкино, ранее Р35, до 2019 — Петродворец — Кейкино, до 2020 41А-008) — автодорога в Ломоносовском и Кингисеппском районах Ленинградской области, в перспективе соединяющая Санкт-Петербург (Петергоф) и Кейкино. Является продолжением Гостилицкого шоссе в Петергофе и дублёром федеральной автодороги «Нарва».
Дорога на участке от Петергофа до Гостилиц носит историческое название Гостилицкое шоссе, а от Гостилиц до Копорья — Копорский тракт. Первый участок до Гостилиц находится под охраной ЮНЕСКО и включен в 1990 году в состав объекта Всемирного наследия «Исторический центр Санкт-Петербурга и связанные с ним группы памятников». Вдоль Гостилицкого шоссе проходит участок Зелёного пояса Славы — ещё одной составной части объекта Всемирного наследия.
Длина дороги — 102,103 км.

## История
Дорога ведущая из сельца Гостилицы через Петровское к заливу существовала ещё во времена Новгородской республики. По окончании шведской оккупации мыза Гостилицы и другие поселения раздаются Петром Первым во владения его приближённым, таким образом этой дорогой постоянно пользовались Миних, затем Разумовский, Потёмкин.

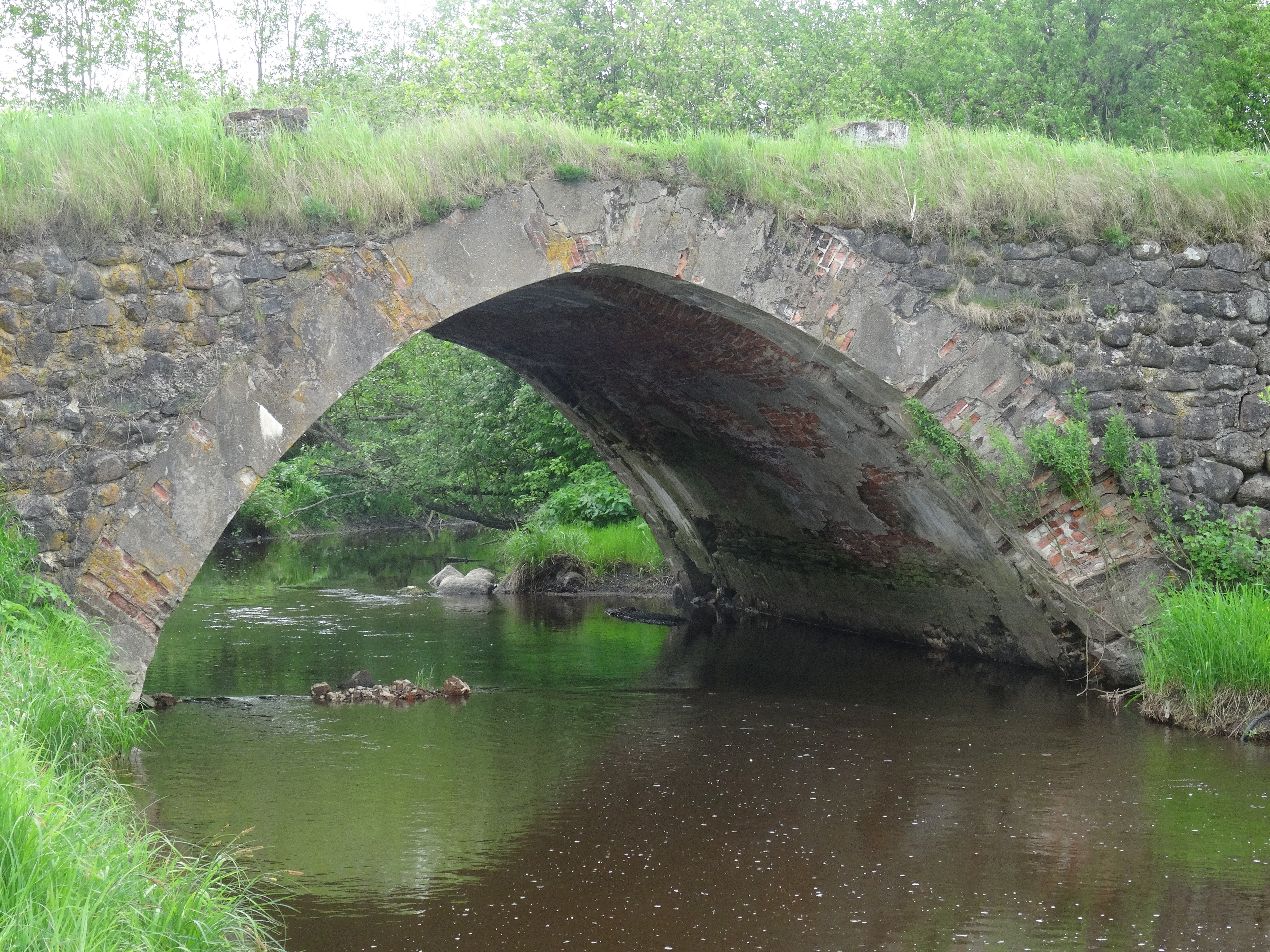
Старый мост на Гостилицком шоссе в урочище Порожки

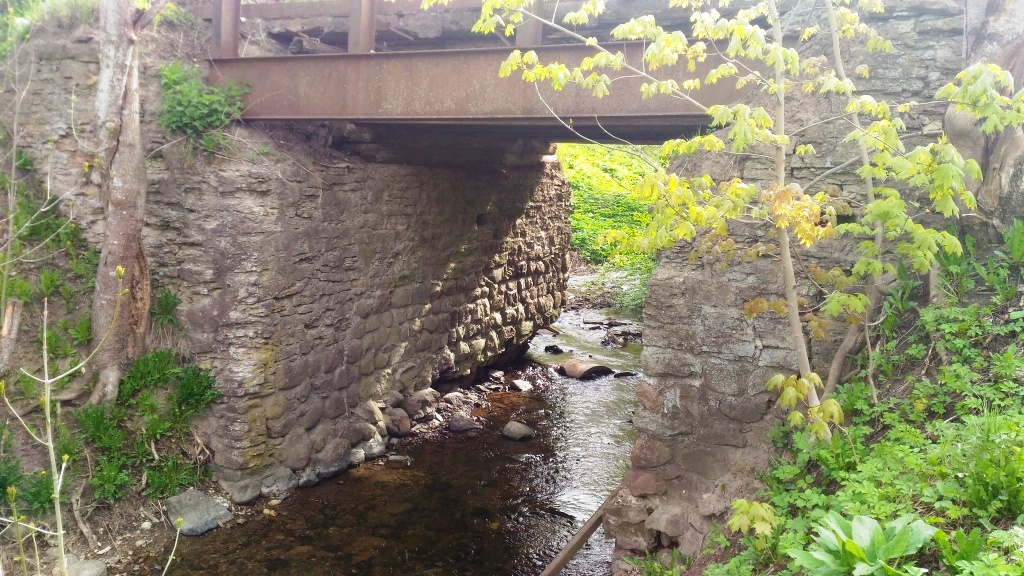
Старый мост на Копорской дороге в Копорье

В середине XIX века Копорская дорога считалась одной из главных просёлочных дорог Санкт-Петербургской губернии. Начиналась дорога на то время в Красном Селе и через Ропшу и Дятлицы доходила до Копорья, после которого через Удосолово, Войносолово, Кёрстово доходила до Алексеевки, где выходила на Нарвский тракт. Дорога проходила по открытым ровным и сухим местам. На то время здесь были сооружены мосты у Ропши через Стрелку, в Воронине через Воронинку, у Копорья через Капорку (каменный мост), у Ламохи через Ламоху, у Перелесья через Систу, у Велькота через Суму и у Килли через Солку. Дорога проходила по суглинистому грунту и содержалась в исправности. Предполагалось вымостить её камнем. Копорская дорога соединялась многократными хорошими просёлочными дорогами с Нарвским трактом. К Финскому заливу же хорошие дороги отходили только в Ропше, Гостилицах, Воронине, Копорье и Котлах.
В 1880-е годы дорога от Петергофа до Лопухинки имела статус земской шоссированной дороги шириной 6-7 шагов, а от Лопухинки до Котлов статус земской грунтовой (местами шоссированной) дороги шириной 10-12 шагов. Дорога проложена по холмам, с довольно крутыми спусками и подъёмами; окружена преимущественно лесом, кустарником и болотами, иногда на ней встречаются открытые пространства. Через реки и ручьи построены деревянные мосты и каменный мост через Капорку в Копорье. Пересекала Балтийскую железную дорогу в Петергофе, имела многочисленные ответвления на населённые пункты. Дорога в те годы считалась удобнопроходимой для всех видов войск и обозов.
О конных прогулках по гостилицкой дороге Николай II упоминает в своём дневнике за 1906.
В годы блокады Ленинграда на всём протяжении шоссе представляло собой линию фронта (Малое блокадное кольцо), причём на западной стороне располагались защитники ораниенбаумского плацдарма, а восточная сторона была оккупирована немецкими войсками. Вдоль шоссе в настоящий момент проходит часть Зелёного пояса славы, установлено несколько мемориалов, повествующих о событиях военных времён. С прорыва фронта в районе 19 км Гостилицкого шоссе началась операция по полному снятию блокады Ленинграда.

## Современность
Дорога имеет минимум 2 полосы для движения, общая ширина проезжей части от 6 до 7,5 м, дорожного полотна от 14 до 20 м. Техническая категория II (с 6 по 28 км), III (с 28 по 71), IV (с 71 по 109). Пропускная способность — 2 тыс. автомобилей в сутки. Среднесуточная интенсивность движения — 1008 автомобилей в сутки. До 71 км дорога имеет асфальтобетонное покрытие, после него из щебня и гравия. На 14 км дороги организовано светофорное регулирование. Мостовые сооружения на 19 км (1983 год), 66 км (1964 год), 71 км (1959 год).
В 2021—2022 году проведена реконструкция с полной заменой полотона от кольцевой автодороги до южного полукольца. В 2010-х рассматривался проект строительства дороги до Соснового Бора, которое привело бы к спрямлению дороги и строительству обхода Гостилиц, но позже от него отказались.